# アイスランド料理

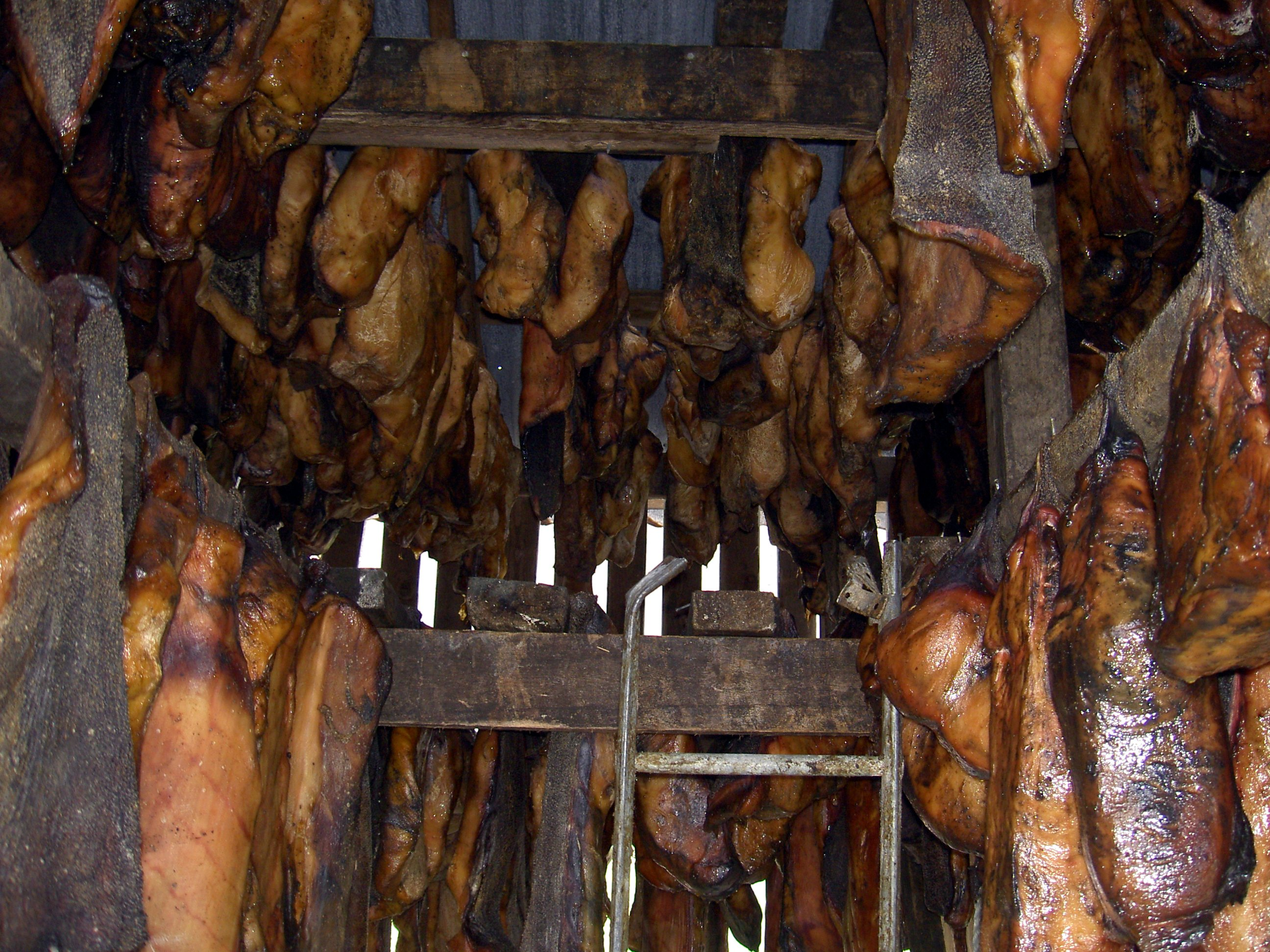
ケーストゥル・ハウカットルと呼ばれるサメを使った保存食。

この項目 アイスランド料理 ではアイスランドの食文化についての解説を行う。
島国である上に、付近に潮境の存在するアイスランドは、豊かな海産資源に恵まれた国である。大陸とはやや離れた位置にあるため、古代ゲルマン人の伝統を現代も色濃く残す国である。厳しい自然環境と質実剛健な民族性から、香辛料はほとんど使われず調理法のレパートリーも、焼く、煮ると言った程度で少ないものの、素材選びや調理の手間を惜しまず新鮮で質の高い食材を使うため、食卓は豊かで料理のレベルは高い。食事は礼儀正しく行われるべきとされ、暴食は好まれない。
食材は豊富な魚介類と新鮮な羊肉が主で、火山国ならではの地熱を利用した温室で野菜も育てられている。捕鯨文化を持つ国のひとつで鯨肉も食材として使い、一貫して捕鯨の存続を主張している。この他、狩猟によって海鳥も食料としてきた。
伝統的な肉や魚の保存法は、主に燻製とシーラ（Sýra）という発酵したホエーに浸けることであった。海洋国で降水も安定してありながらも北極圏に近く冷涼であるため、薪となる木が育ちにくく、製塩が難しかったためである。なお、この冷涼な気候を逆手にとって、燻製を作る際は、低い温度の煙で長期間（場合によっては1ヶ月程度）いぶし続けて作る冷燻の技法が広く用いられてきた。
調理法は技巧を凝らさず、質素だが非常に健康的で、アイスランドは世界有数の長寿国として名高い。誇り高い島国というイメージがあるが、他国の食文化にも寛容で、1960年代からフランス料理やイタリア料理の手法も積極的に導入され、伝統料理との融合を果たしている。

## 食材

### 魚介類

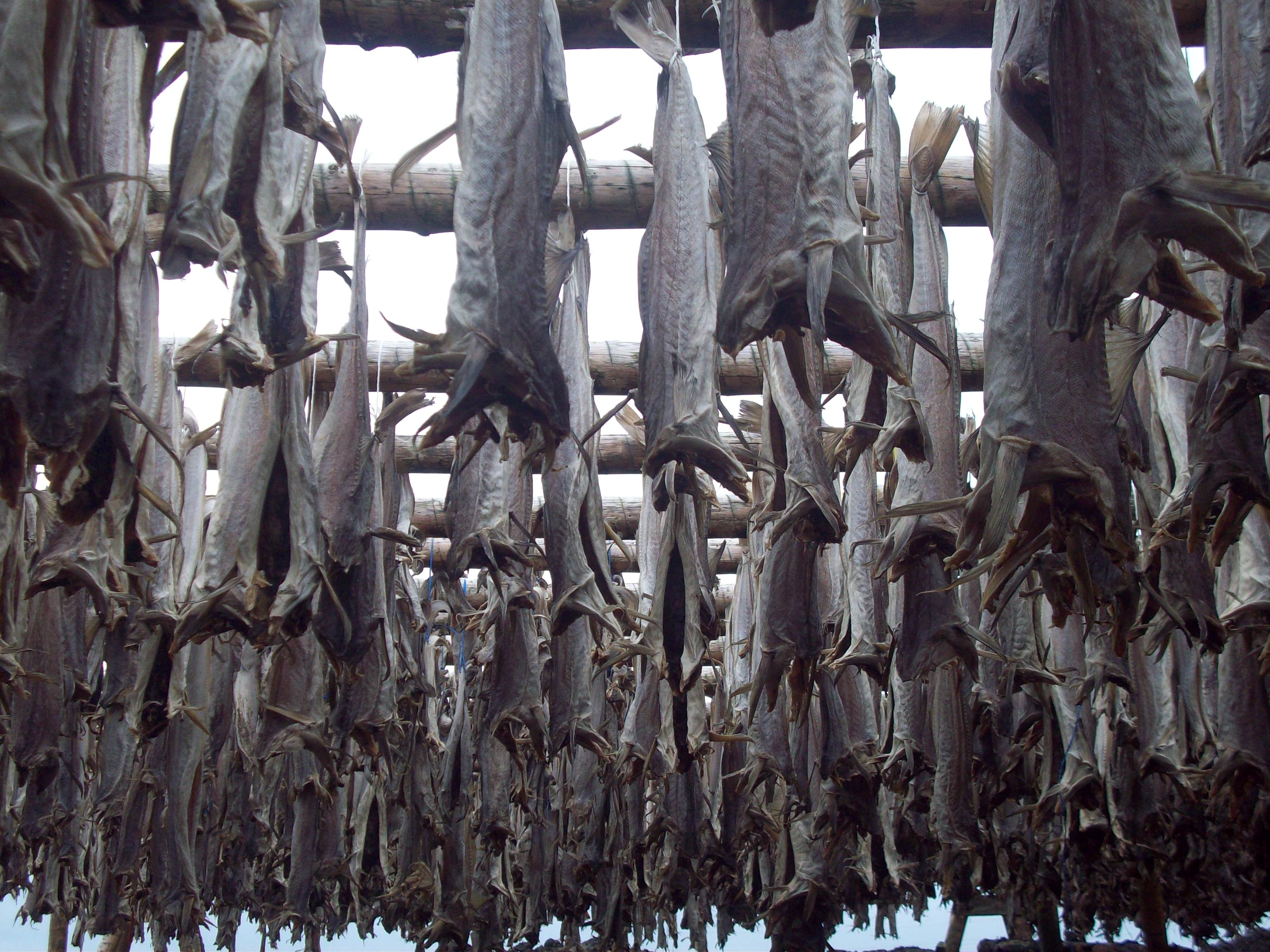
大量に吊るされた魚の干物。

質の高い海産物が豊富で、アイスランド一国で世界の漁獲量の約2%を占める。タラやサケやニシン、オヒョウ、アカザエビ、ウナギ、テナガエビ、ダンゴウオの魚卵、アンコウ、ガンギエイ、サメ、クジラなど枚挙に暇ない。最近ではあまり食べられないが、かつてはアザラシなど海獣類も貴重なタンパク源だった。
日本にカペリンを輸出しているが、アイスランドでは風味が落ちるとあまり食用にならない。日本への鯨肉輸出は何度も計画され、日本側からの期待も高いが外圧によってなかなか進まない。
魚類については干物も良く作られ、塩ダラは主要な輸出品の1つである。昔は叩いて柔らかくした魚の干物（ハルズフィスクール）にバターや魚油を塗ってパンの代わりに食べることもあった。魚は刺身やたたき、マリネのようにして生食することもある。生食は、食材の鮮度が高く、かつ魚の鑑定眼が確かだからこそできる料理である。
淡水魚ではイワナ、マス、コイやナマズなども食べるが、こちらは丸揚げにするなど慎重に加熱される。

### 肉類

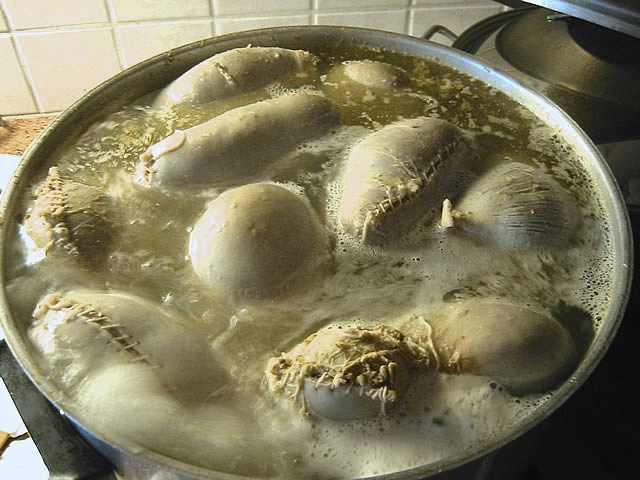
リブラルピールサという羊の内臓を使ったソーセージ。

アイスランド人の人口より多いと言われるヒツジは、ほとんど肉用の品種である。ここで生産された羊肉は、国内で消費されることは元より、フランスなどへも輸出されている。羊は全身余すところなく利用し、羊の頭部を2つに割って焼いたスヴィズ（Svið）や、丸ごと煮込んだスマゥラホゥバ（Smalahove）、臓物料理などでも知られる。羊の頭料理は目玉の部分が最も栄養価が高いとされている。馬肉は19世紀から20世紀初めにかけてよく食べられたが、近年人気に陰りが見えている。
また、ジビエ（狩猟料理）としては、トナカイ、ライチョウ、ハイイロガン、コザクラバシガン、ニシツノメドリ、ウミガラス、オオハシウミガラスなども供される。そもそもニシツノメドリが象徴的な存在に選ばれたのも狩猟に向くという理由が1つにあるためである。
加工肉としては、ヴァイキング由来の燻製のほか、味の良いブラッドソーセージやレバーソーセージなども作られる。民間伝承では、とある妖精の好物で、家主の注意をかいくぐって盗み出そうとすると言われた。
この他、狩猟によって得られた海鳥の肉も燻製（冷燻）などにして食されてきた。

### その他

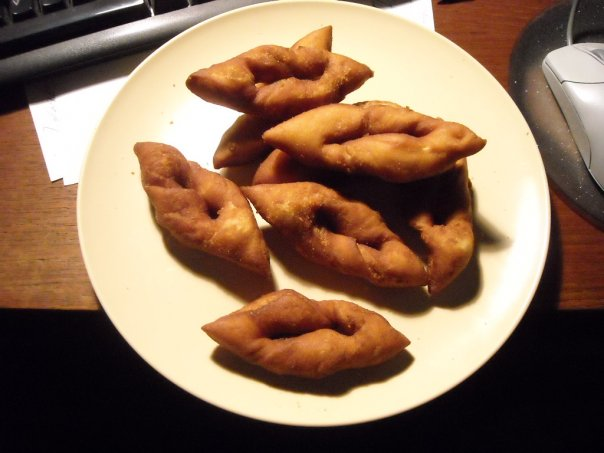
ねじった揚げ菓子、クレイヌール（Kleinur）。

野菜としては、北欧共通のカブやルタバガ、ルバーブ、キャベツやジャガイモなどの他、温室栽培された暖地性の作物も最近は出回っている。ショット（Söt、学名Palmaria palmata）という海藻は古くから食用にされており、干したものをそのままかじったり、バターをたっぷり添えて魚の干物と食べたり、スープや粥、ブロズモールに加えて利用する。地衣類の一種エイランタイ(Cetraria islandica)は特にアイスランド北部や東部でスープや粥、パン、ソーセージに加えて毎日食べられた。20世紀前半にほとんど使用されなくなったものの、近年再び関心を集めている。
バイキングたちの発明したスキール（Skyr）というヨーグルトに似た乳製品は、低脂肪高タンパクでカルシウムが豊富なことから、長寿食としてもにわかに脚光を浴びている。夏に搾乳した牛乳や羊乳のほとんどがスキールの製造に使われる。スキールを作った後に残ったホエーはミーサ（Mysa）と呼ばれ、煮詰めてミースオストゥル（Mysuostur）という茶色く甘いチーズを作る他、発酵させてシーラ（Sýra）を作り、肉や魚を保存するのに使ったり、水で薄めて飲んだりした。
デザートとしては、上記のスキールにジャムを添えて食べる他、ピョンヌキョクール（Pönnukökur、クレープ状の薄いパンケーキ）、ヴョッフルール（Vöfflur、ワッフル）、ヨンムスニュザール（Ömmusnúðar、シナモンロール）といった他の伝統菓子がある。
ちなみに水は清浄で質の高い軟水で、食材の洗浄や煮込み料理にも気兼ねなく使うことができる。

## 代表的な料理

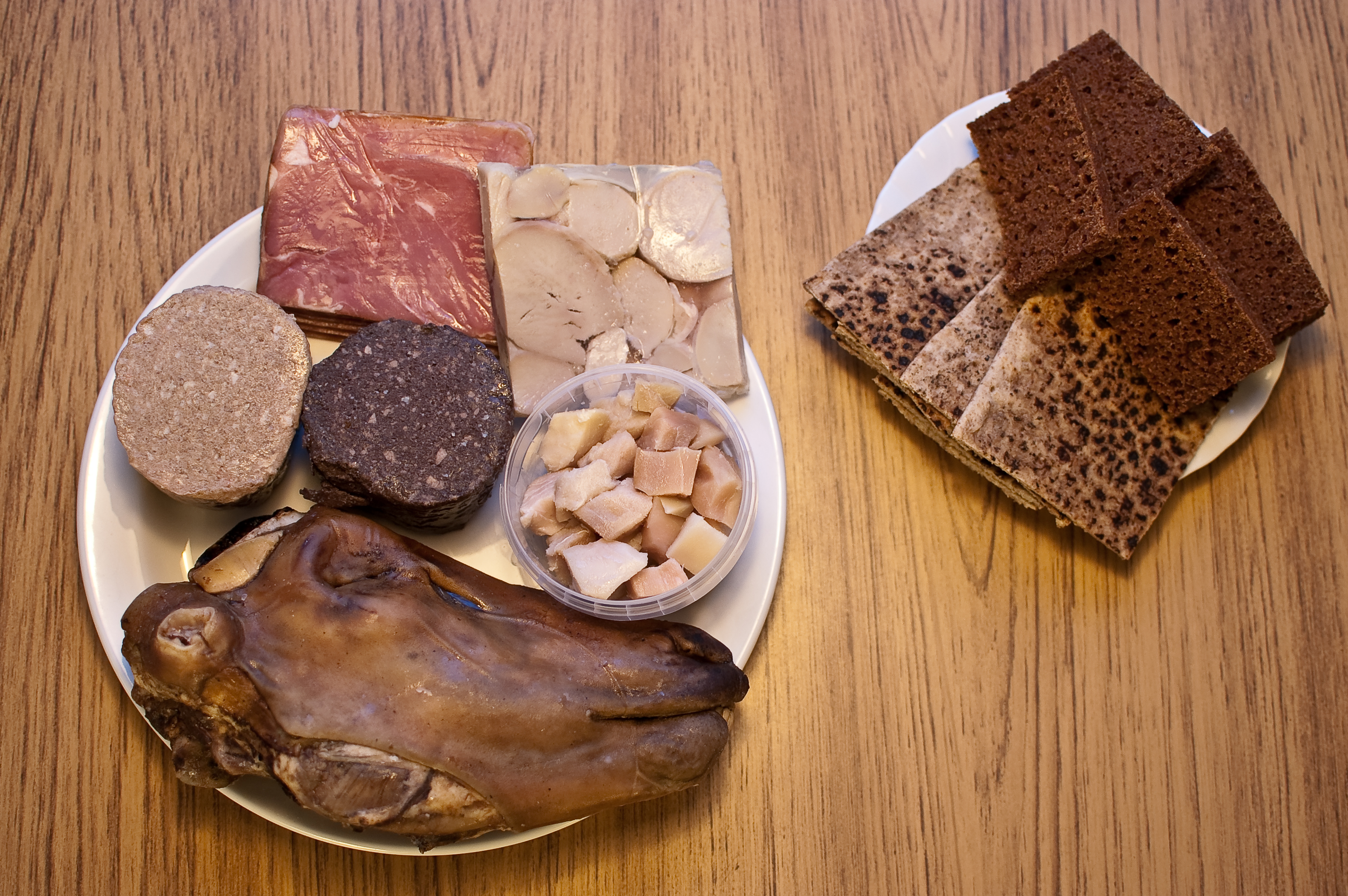
左の皿にハンギキョート、フリューツプンガル（Hrútspungar）、リブラルピールサ、ブロズモール、ハウカール（Hákarl）、スヴィズ（Svið）。右の皿にルグブロイス（Rúgbrauð、ライ麦パン）とフラットブラウズ（Flatbrauð、ライ麦の薄いパン）。

- ハンギキョート(hangikjöt)： アイスランドのクリスマス料理。小羊の燻製でアイスランドで最も古い料理とされる。
- ハルズフィスクル(harδfiskur)：叩いて柔らかくした魚の干物。間食などに。
- グラフラックス(graflax)：サケの切り身をマリネして魚卵を添えたもの。
- リブラルピールサ(lifrarpýlsa)： アイスランド風レバーソーセージ。ドイツなどと違って豚ではなく羊のレバーを使う。右上に掲げた煮込み中の画像も参照のこと。
- ブロズモール(broðmór)： アイスランド風ブラッドソーセージ。やはり羊の血と肉を使う。

## パン
- ルグブロイス（Rúgbrauð）： 皮（クラスト）がなくしっとりとし密度が高いダークライ麦パンである。低温で長時間調理されるため甘みがある[2]。
- ルイヴァブロイズ（Laufabrauð）： 平たく極薄い揚げパンで、切り抜きや切込みで葉脈の様な幾何学模様を付けることから「アイスランドの葉っぱパン（Icelandic Leaf Bread）」とも呼ばれている。クリスマスの季節にハンギキョートと共に食される事が多い[3]。
- フラットブラウズ（Flatbrauð）：ライ麦の薄いパン。